# Famille Hoffmann-Oeri
Pour les articles homonymes, voir Hoffmann et Oeri.
La famille Hoffmann-Oeri est constituée des descendants du fondateur des laboratoires suisses F. Hoffmann-La Roche SA. Ses membres sont réunis depuis 1948 par un pacte d'actionnaires de l'entreprise F. Hoffmann-La Roche SA et ils contrôlent en 2011, 45,1 % des droits de vote de l'entreprise. La fortune des membres de cette famille est estimée comme étant la 3e de Suisse en 2002 et la 2e en 2010. Une partie de la fortune de la famille est gérée par un family office, une banque privée, la société Scobag Privatbank AG.

## Personnalités
En 2011, les principaux membres des familles Hoffmann-Oeri étaient Vera Michalski, Maja Hoffmann, André Hoffmann, Andreas Oetker, Sabine Duschmalé-Oeri, Maja Oeri, Dr Michael Elias Hoffmann, Catherine Oeri, Patrizia Hoffmann, Jörg Duschmalé et Lukas Duschmalé.
Ils sont les descendants de Fritz Hoffmann (Bâle, * 24 octobre 1868, † 17 avril 1920, Bâle) et de sa première femme Adèle La Roche (* 1876, † 1938), qu'il épousa le 2 mai 1895 et dont il divorça en 1919. Il se remaria en 1919 avec Elisabeth von der Mühll (* 1882, † 1970). De son premier mariage, il eut deux enfants : Emmanuel Hoffmann (Bâle, *4 mai 1896, † 3 octobre 1932, Bâle) et  Alfred (* 25 juillet 1898, † 1987).
Très peu d'informations sont disponibles sur Alfred Hoffmann ; on sait toutefois qu'il s'intéressa au sport automobile et que de 1926 à 1930, il soutint le coureur automobile Louis Chiron sur Bugatti. De plus, dans une plaquette publiée par l'entreprise, on apprend qu'Alfred Hoffmann vendit ses parts au directeur de l'entreprise, Emil Christoph Barell, au début des années 1920. Il s'est marié 3 fois :
1. en 1921, Alice Trobeck (*1897) de nationalité suédoise (elle épouse Rudolph Caracciola en secondes noces) ;
2. Thérèse Boillat (*1895, † 1943) fille d'un industriel suisse ;
3. Marianne/Nani Sizzo-Noris (*1908) d'une vieille famille noble du Trentin.

Emmanuel Hoffmann a épousé Marie Anne (Maja) Stehlin (Bâle, * 7 février 1896, † 8 août 1989, Frenkendorf) l'arrière-petite-fille de Johann Jakob Stehlin, bourgmestre de Bâle. Marie Anne (Maja), après le décès de son mari, s'est remariée avec le chef d'orchestre Paul Sacher (Bâle, * 28 avril 1906, † 26 mai 1999, Bâle). Du premier mariage, trois enfants sont nés : Lukas Hoffmann (* 23 janvier 1923, † 21 juillet 2016), Vera Hoffmann (Bâle, * 14 juin 1924, † 16 octobre 2003, Bâle) et Andreas Hoffmann, décédé en 1933 d'une leucémie à l'âge de 8 ans.
Vera Hoffmann (Bâle, * 14.6.1924, † 16.10.2003, Bâle) s'est mariée en 1948 avec Jakob Oeri (* 7 mai 1920, Riehen, † 1er octobre 2006, Bâle) fils d'Albert Oeri, rédacteur en chef des Basler Nachrichten. Vera Oeri-Hoffmann a eu 5 enfants : Andreas Oeri (*1949, époux de Gisela Oeri), Sabine Duschmalé-Oeri (*1950, mère de deux fils, Jörg et Lukas), Béatrice Oeri (*1952), Maja Oeri (*1955) et Catherine Oeri-Kessler (*1955).
Lukas (dit Luc), docteur en zoologie et cofondateur du WWF, a épousé à Vienne en 1953 la comtesse Daria Razoumovski (* 1925, † 2002) seconde fille du comte Andreas Razoumovski et de la princesse Katharina Nikolajevna Sayn-Wittgenstein. Ils ont 4 enfants : Vera (*1954), Marie-Anne (« Maja »), André (* 31 mai 1958, marié et père de quatre enfants) et Daschenka. Il est mort le 21 juillet 2016.

## Pacte d'actionnaires
Depuis 1948, un pacte d'actionnaires lie une partie des descendants de Fritz Hoffmann-La Roche. Ce pacte vise à conserver le contrôle sur l'entreprise F. Hoffmann-La Roche SA. En 2011, le pacte d'actionnaires contrôlait 45,1 % des droits de vote de l'entreprise, mais une part moins importante du capital. Le pacte est composé de Vera Michalski-Hoffmann, Maja Hoffmann, André Hoffmann, Andreas Oeri, Sabine Duschmalé-Oeri, Catherine Oeri, Jörg Duschmalé, Lukas Duschmalé ainsi que de la fondation d'utilité publique Wolf. La fondation Wolf a été créée par les héritiers de l'entreprise. En 2011, Maja Oeri s'est retiré du pacte, mais elle conserve environ 5 % des droits de vote et déclare vouloir rester fidèle à la ligne du pacte d'actionnaires, ce qui fait qu'avec Maja Oeri, la famille continue à contrôler 50,1 % des droits de vote. La famille possède 9,3 % du capital de l'entreprise.

## Fortune
La fortune des membres de la famille était estimée à 14 milliards de francs suisses, ce qui en faisait la 3e fortune de Suisse selon les estimations des médias en 2002. En 2010, selon l'estimation du magazine Bilan, la fortune des membres des familles Oeri et Hoffmann était estimée à 14 milliards de francs suisses, et elle constituait la 2e fortune de Suisse. Le magazine Bilan estimait la fortune de la famille à 16 milliards de francs suisses en 2012 et 28 milliards de francs en 2019.

## Mécénat
À titre individuel, les divers membres de la famille Oeri-Hoffmann pratiquent le mécénat.
L'une des premières actions de mécénat de la famille Hoffmann est la création en 1933, par Maja Hoffmann-Stehlin (1896-1989), de la Fondation Emmanuel Hoffmann. La fondation a été créée pour poursuivre l'engagement en faveur de l'art contemporain qu'elle-même et son mari avait commencé, avant le décès de celui-ci. En 1941, une partie importante de la collection d'Emmanuel et Maja Hoffmann fut offerte à titre de prêt permanent au Musée d'art de Bâle. Elle créa par la suite la fondation Paul Sacher en 1973, afin de conserver la bibliothèque de Paul Sacher (1906-1999), son second mari.
Une seconde mécène de la famille est Maja Oeri, fille de Vera Oeri-Hoffmann. Celle-ci a offert un terrain pour une nouvelle aile de Musée d'art à Bâle. Elle a aussi créé, en 1999, la fondation Laurenz, du nom de son fils décédé jeune. La fondation Laurenz a en particulier soutenu la création du Schaulager. Un concept lancé par Maja Oeri ; il s'agit d'un espace qui se situe entre l'entrepôt d'un musée et le musée lui-même, puisque les pièces qui s'y trouvent peuvent être vues. Le Schaulager contient notamment des œuvres de la Fondation Emmanuel Hoffmann. La Fondation Lorenz a aussi créé un poste de professeur pour l'art contemporain à l'Université de Bâle. Cette fondation soutient aussi, à hauteur de près de 50 millions de francs suisses, la création de la nouvelle aile du Musée d'art de Bâle.
Maja Hoffmann, cousine de Maja Oeri et présidente de la Fondation Emmanuel Hoffmann ainsi que présidente de la Fondation Van Gogh Arles, décide en 2010 de créer un complexe pluridisciplinaire consacré à l'art contemporain et au spectacle vivant, en rachetant d'anciens ateliers de la SNCF d'Arles. Elle choisit de travailler aux côtés de Frank Gehry pour l'élaboration de son projet, qui doit voir le jour en 2018.
Gisela Oeri, épouse d'Andreas Oeri, est connue pour son soutien au FC Bâle et pour avoir ouvert le musée de la poupée à Bâle.